# Stazione di Disentis/Mustér
La stazione di Disentis/Mustér è una stazione ferroviaria capolinea della linee Reichenau-Disentis e Disentis-Briga a servizio del comune di Disentis/Mustér, nel cantone svizzero dei Grigioni.
È gestita dalla Ferrovia Retica (RhB), ma è anche impiegata dai veicoli della Matterhorn-Gotthard-Bahn (MGB) che esercisce la ferrovia del Furka-Oberalp.

## Storia

Il fabbricato viaggiatori nel 1968

La Ferrovia Retica aveva in programma di costruire una linea a scartamento ridotto che da Reichenau, sulla Coira-Thusis, risalisse la valle del Reno Anteriore fino a Disentis, ma la mancanza di fondi ne impedì la realizzazione completa. Nel 1900, iniziarono i lavori per costruire la ferrovia fino a Ilanz che poi fu aperta al servizio pubblico il 1º giugno 1903.
L'intenzione della Compagnie Suisse du chemin de fer de la Furka di costruire una ferrovia che collegasse Briga a Disentis scavalcando il passo dell'Oberalp, incentivò la RhB a riprendere un progetto redatto nel 1894 dall'ingegner Marchion per raggiungere l'alta valle del Reno Anteriore. I lavori iniziarono il 10 aprile 1910 e la nuova ferrovia fu inaugurata il 1º agosto 1912.
Nel frattempo, nel 1911, era cominciati i lavori per la costruzione della Furka-Oberalp. Nel 1915 si conclusero quelli della ferrovia, anch'essa a scartamento ridotto, che collegava la stazione di Disentis/Mustér a quella di Andermatt, trasformando la stazione da impianto di testa a uno passante.
La trazione elettrica giunse in stazione nel 1922 con l'elettrificazione della ferrovia proveniente da Reichenau della RhB.

## Strutture e impianti

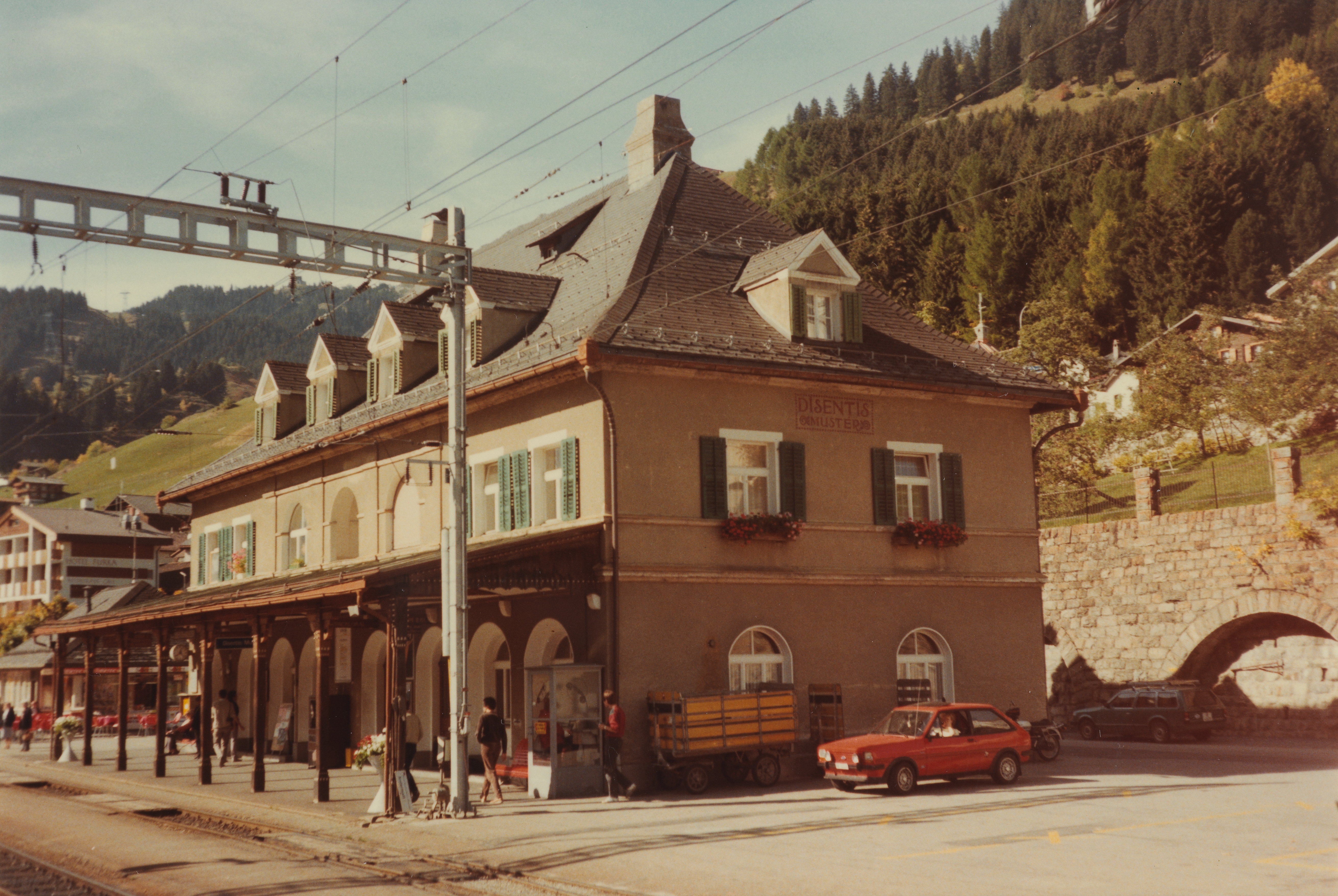
Il fabbricato viaggiatori nel 1979

La stazione è dotata di un fabbricato viaggiatori di dimensioni maggiori rispetto ad altri impianti lungo la linea ferroviaria della RhB, in quanto da subito progettata per ospitare il personale necessario a smistare il traffico proveniente anche dalla linea della Furka-Oberalp.
Il piazzale è composto da cinque binari in asse al fabbricato viaggiatori di cui quattro coperti da un'unica tettoia in metallo. Lato Andermatt sono presenti altri cinque binari tronchi a servizio della MGB come rimessa locomotive. Lato Reichenau sono presenti altri quattro binari di scalo per il servizio di rimessaggio dei veicoli della RhB.

## Movimento
Disentis/Mustér è capolinea dei treni regionali della MGB provenienti da Andermatt e dai RegioExpress della RhB provenienti da Coira. Entrambe le relazioni sono cadenzate a frequenza oraria e i loro arrivi e partenze sono in coincidenza.
La stazione è anche servita dal Glacier Express

## Servizi
- Biglietteria a sportello
- Biglietteria automatica
- Sala d'attesa
- Servizi igienici
- Ufficio postale
- Ristorante
- Ufficio informazioni turistiche

## Interscambi
- Auto da Posta